# Dama Abahai
La emperatriz Xiaoliewu o dama Abahai (en chino:阿巴亥, en mongol:ᠠᠪᠠᡥᠠᡳ, 1590- Palacio Mukden, 1 de octubre de 1626) era una consorte imperial china de la época manchú de las Ocho banderas casada con Nurhaci.
Tuvo tres hijos con Nurhai: Ajige, Dorgon y Dodo.
Al fallecer la consorte principal Xiaocigao, sus hijastros (incluido Hung Taiji) la obligaron a suicidarse.